# Maximum Absorbency Garment
Un Maximum Absorbency Garment (MAG) è un componente dell'abbigliamento degli astronauti utilizzato durante il lancio, l'atterraggio e le attività extraveicolari per assorbire le urine e le feci.
Durante le missioni dello Space Shuttle, agli astronauti sono date tre MAG, una per il lancio, una per il rientro e un'altra in caso che il rientro sia posticipato. Queste sono indossate sotto la Liquid Cooling and Ventilation Garment (LCVG).
La MAG è costituita da assorbenti chimici, chiamati poliacrilato di sodio, che sono in grado di assorbire circa 400 volte il loro peso in acqua.